# Hans Ulrich Reichert
Hans Ulrich Reichert (* 19. März 1921 in Stuttgart; † 27. Februar 2018) war ein deutscher Journalist.

## Leben
Hans Ulrich Reichert wuchs in einfachen Verhältnissen im Stadtteil Ostheim in Stuttgart auf. Nach seiner Teilnahme am Zweiten Weltkrieg, durchgängig von 1939 bis 1945, arbeitete Reichert in den Jahren 1948 bis 1954 als Autor, Reporter, Redakteur und Korrespondent beim Hörfunk und bei Zeitungen. Von 1954 bis 1983 war er Autor, Redakteur und Regisseur beim Fernsehen und arbeitete als Sendeleiter, Produzent und Produktionschef beim Süddeutschen Rundfunk (Fernsehen) in Stuttgart.
1969 führte er die krawattenlose Moderation in der Abendschau beim Süddeutschen Rundfunk ein.
Im Jahr 1983 wurde er an der Universität Mannheim zum Dr. phil. promoviert.
Als Ballonfahrer hat er von 1977 bis 2002 mit knapp 2000 Gästen mehr als 1000 Stunden in der Luft verbracht.
Von 1992 bis 2001 war Reichert Seniorberater für Rundfunk und Fernsehen in Tallinn Estland, Nowosibirsk Sibirien, Osorno Chile und Santa Cruz Bolivien, wo er 1996 von der „Universidad Evangelica Boliviana“ zum „Profesor honorario“ ernannt wurde.
Er war verantwortlich für verschiedene Unterhaltungsserien wie Umgang mit Menschen und Meine Meinung – Deine Meinung sowie für Dokumentarserien wie Augenzeugen berichten und Europa unterm Hakenkreuz.
Reichert war in erster Ehe von 1950 bis 1968 mit Trude Bischof verheiratet. Mit ihr hatte er einen Sohn und eine Tochter und fünf Enkel. In zweiter Ehe heiratete Reichert im Jahr 1968 die Leichtathletin und Olympiateilnehmerin Karin Frisch. Ihre Tochter war die Autorin und vierfache Mutter Lucinde Hutzenlaub.

## Werke
- Der Kampf um die Autonomie des deutschen Rundfunks, Selbstverlag Heidelberg und Stuttgart 1955
- Europa unterm Hakenkreuz. Städte und Stationen, Begleitbuch zur Sendung, Herausgeber, Köln 1982, ISBN 3-8025-2152-8 und ISBN 978-3-8025-2152-2
- Produktionsbedingungen des Fernsehens. Eine Fallstudie, Frankfurt am Main 1986, ISBN 3-8204-9465-0 und ISBN 978-3-8204-9465-5